# Chionea (Sphaeconophilus) pyrenaea
Chionea (Sphaeconophilus) pyrenaea is een tweevleugelige uit de familie steltmuggen (Limoniidae). De soort komt voor in het Palearctisch gebied.